# 19 av. J.-C.
Pour les articles homonymes, voir 19 (homonymie).
Cette page concerne l'année 19 av. J.-C. du calendrier julien.

## Événements
- Antonia Minor épouse Drusus au début de l'année[1].
- 9 juin : inauguration de l'aqueduc de l'Aqua Virgo construit par Agrippa[2].
- 12 octobre : retour d'Auguste à Rome[3].
  - Le Sénat confère à Auguste le « droit de faire les lois qui lui plairaient »[4].

- Marcus Vipsanius Agrippa, après une campagne acharnée, sanctionnée par une mutinerie de légionnaires, vainc les Cantabres et les Astures, qui sont acculés au suicide pour échapper à l’esclavage et à la déportation[5]. Les légions romaines terminent la conquête de la Péninsule Ibérique.
  - Fondation de Portus Victoriae Iuliobrigensium en Cantabrie romaine à la fin des guerres cantabres[6].
- Agrippa organise une colonie de vétérans à Nîmes et crée les principales voies en Gaule[7].
- Triomphe à Rome du proconsul d'Afrique Cornelius Balbus[8].
- Juba II épouse Cléopâtre Séléné II, la fille de Marc Antoine et de Cléopâtre[9].

## Naissances
- Ponce Pilate, procurateur romain.
- Velleius Paterculus, historien (date approximative).
- Julia (petite-fille d'Auguste)

## Décès en 19 av. J.-C.
- 21 septembre : Virgile, poète latin, à Brindes.
- Tibulle, poète élégiaque.
- Jumong, roi de Koguryŏ.